# Anamathia
Anamathia is een geslacht van kreeftachtigen uit de klasse van de Malacostraca (hogere kreeftachtigen).

## Soort
- Anamathia rissoana (Roux, 1828)